# Sphenanthias tosaensis
Sphenanthias tosaensis är en fiskart som först beskrevs av Kamohara, 1934.  Sphenanthias tosaensis ingår i släktet Sphenanthias och familjen Cepolidae. Inga underarter finns listade i Catalogue of Life.